# Liebfrauenkirche (Bautzen)

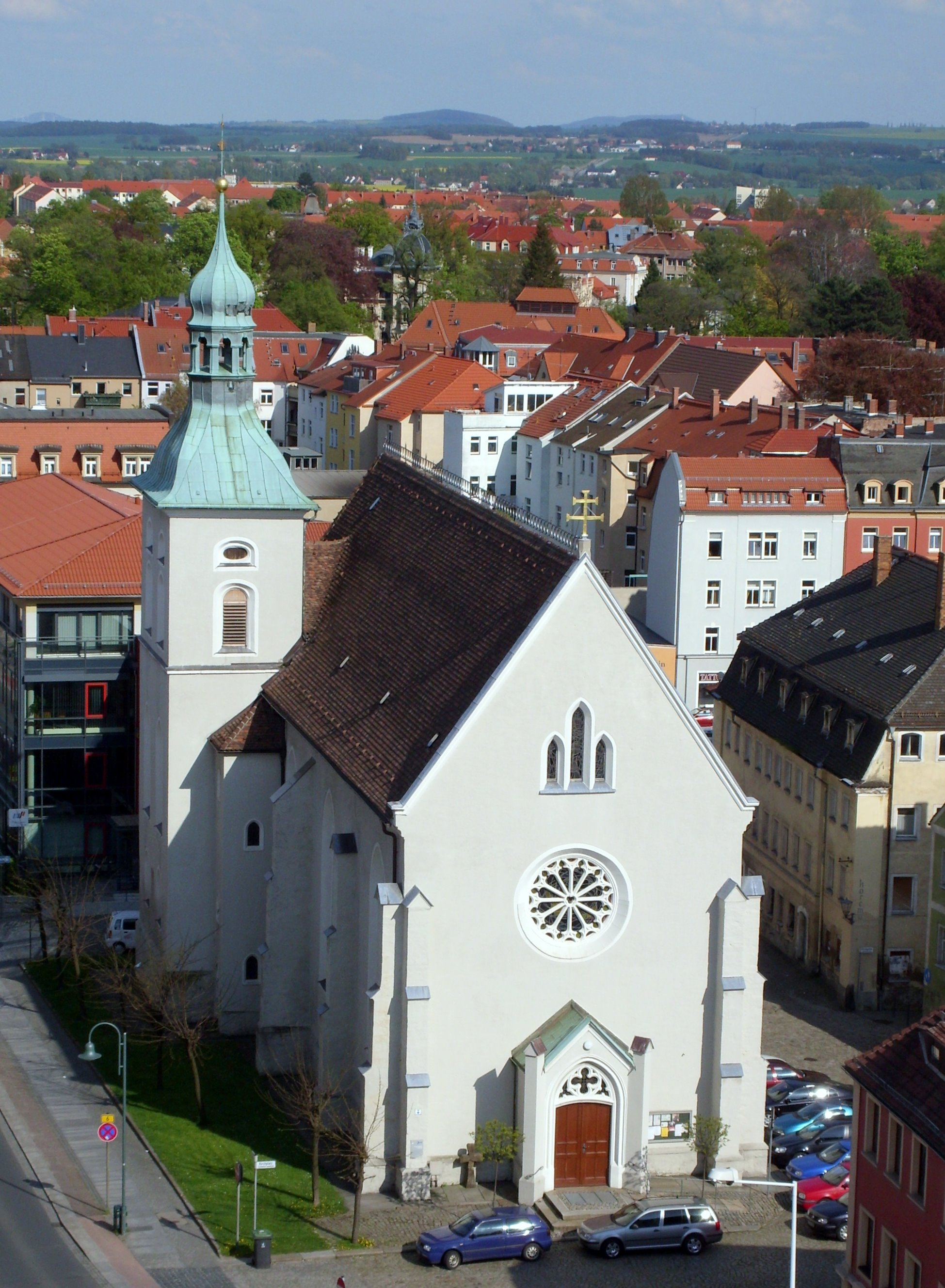
Ansicht vom Reichenturm

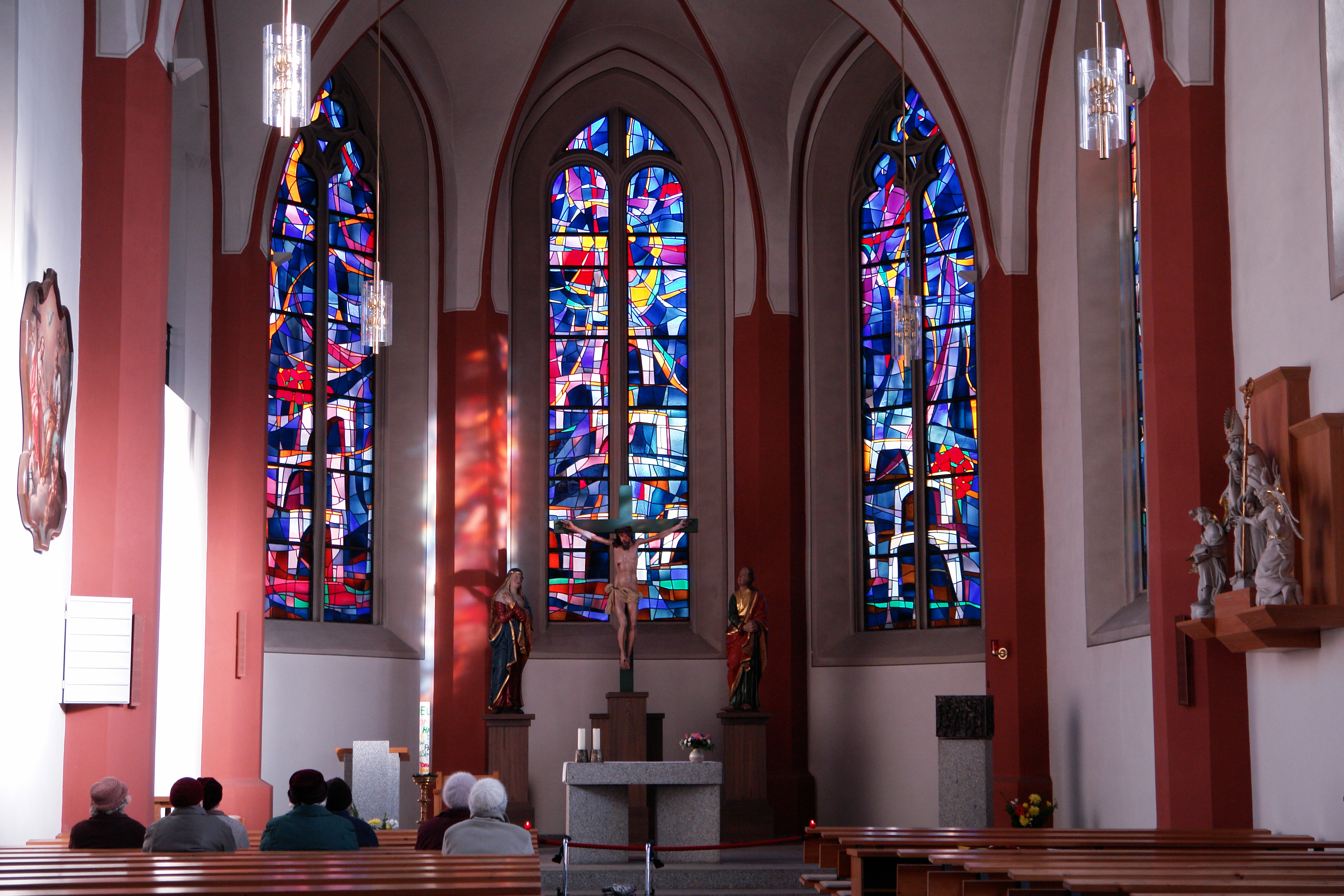
Altarraum

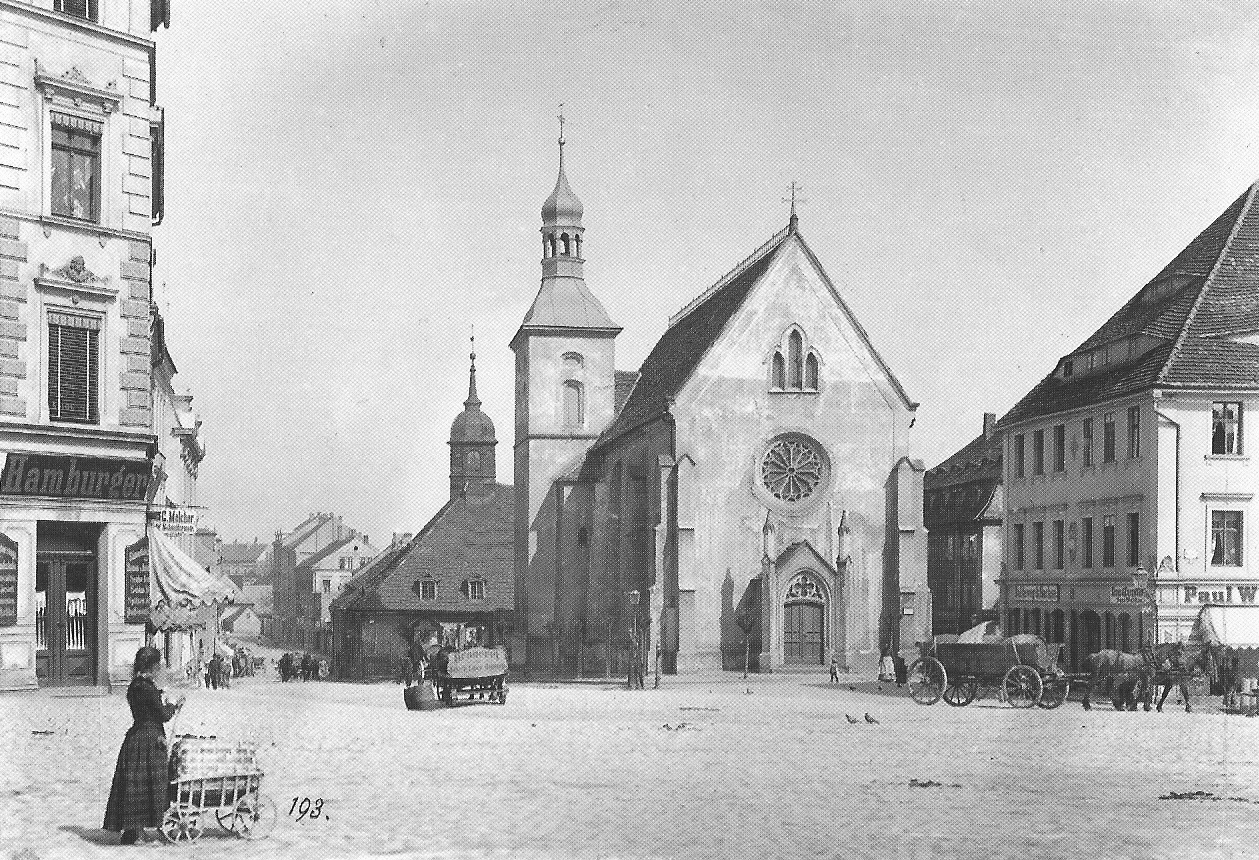
Ansicht im Jahre 1899, im Hintergrund die alte Maria-und-Martha-Kirche

Die Kirche Unserer Lieben Frau (im Allgemeinen als Liebfrauenkirche bezeichnet; sorbisch Cyrkej našeje lubeje knjenje oder Serbska cyrkej) in Bautzen ist eine katholische Kirche, die zu großen Teilen von sorbischsprachigen Gemeindemitgliedern genutzt wird und zur Dompfarrgemeinde St. Petri gehört. Sie befindet sich außerhalb der ehemaligen inneren Stadtmauer, östlich des Reichenturmes auf dem historischen Salzmarkt.

## Geschichte
Die Liebfrauenkirche ist mit hoher Wahrscheinlichkeit die nach dem Dom St. Petri zweitälteste Kirche der Stadt. Obwohl erstmals für den April 1293 urkundlich sicher verbürgt (es gibt auch chronikalische Angaben zum Jahr 1240) sind viele Geschichtsforscher heute der Ansicht, dass die Liebfrauenkirche bereits im 11. Jahrhundert gegründet wurde. Für Bautzen liegen genaue Kirchbau-Nachrichten (allerdings in späterer Zeit verfasst) für eine Kaufmannskirche aus den Jahren 1066/74/76 vor, die als sehr glaubhaft gelten. Lange Zeit war umstritten, ob es sich dabei um die Liebfrauenkirche oder um die Nikolaikirche handelte. Die übergroße Zahl der Argumente, unter anderem topographische Untersuchungen und eine erst 1936 an der Sakristeiwand der Liebfrauenkirche entdeckte Inschrift vermutlich aus dem 15. Jahrhundert, die auf die Kirchengründung Mitte des 11. Jahrhunderts hinweist, sprechen laut Rochus Schrammek für die Liebfrauenkirche, allerdings gibt es weiterhin vereinzelte Befürworter der Nikolaikirche, darunter Karlheinz Blaschke.
Die Kirche lag vor den Stadtmauern auf dem Salzmarkt (heute Kirchplatz) und von 1318 bis 1865 ist angrenzend auch ein Friedhof belegt. Bei der erfolglosen Belagerung Bautzens durch die Hussiten im Jahre 1429 wurde die Kirche zerstört, ob durch die Hussiten selbst oder durch die Verteidiger der Stadt, um den Hussiten keine Deckung in der Nähe der Stadtmauer zu lassen, ist unsicher. 1443 wurde sie neu geweiht. 1620 bei einer Belagerung der Stadt und bei den Stadtbränden von 1634 und 1686 wurde die Liebfrauenkirche erneut weitgehend zerstört, außerdem wurde sie sehr oft umgestaltet. Nach der Zerstörung der Nikolaikirche 1634 übernahm sie deren Aufgaben als Pfarrkirche für einige umliegende Dörfer mit. Während der Befreiungskriege zwischen 1813 und 1815 war sie die vorübergehende Kirche der lutherischen Domgemeinde, da der Dom als Lazarett genutzt wurde. In den Jahren 1864 (in diesem Jahr fügte man ein Joch nach Westen hinzu) bis 1900 erhielt die Kirche ihre heutige Gestalt. 
Jahrhundertelang diente die Liebfrauenkirche vor allem als Pfarrkirche der katholischen Sorben aus der Vorstadt und den umliegenden Dörfern. Es gab im Domstiftsarchiv allerdings keine Urkunde über den Status von Liebfrauen als Pfarrei. Bischof Christian Schreiber holte die kanonische Errichtung der Pfarrei Liebfrauen Ende 1926 nach; das Patronatsrecht fiel dem Bischof zu. Als Schreiber 1927 einen deutschen Pfarrer einsetzte, entstand deshalb ein lang anhaltender Streit zwischen den sorbischen Katholiken und dem Bischof, der auch in der Bautzener Presse breit diskutiert wurde. 
Im Zweiten Weltkrieg wurde die Liebfrauenkirche während der Schlacht um Bautzen stark beschädigt, jedoch noch im selben Jahre wieder hergerichtet. Die Pfarrei der Liebfrauenkirche wurde 1984 aufgelöst und in die Dompfarrei integriert.

## Bau und Ausstattung

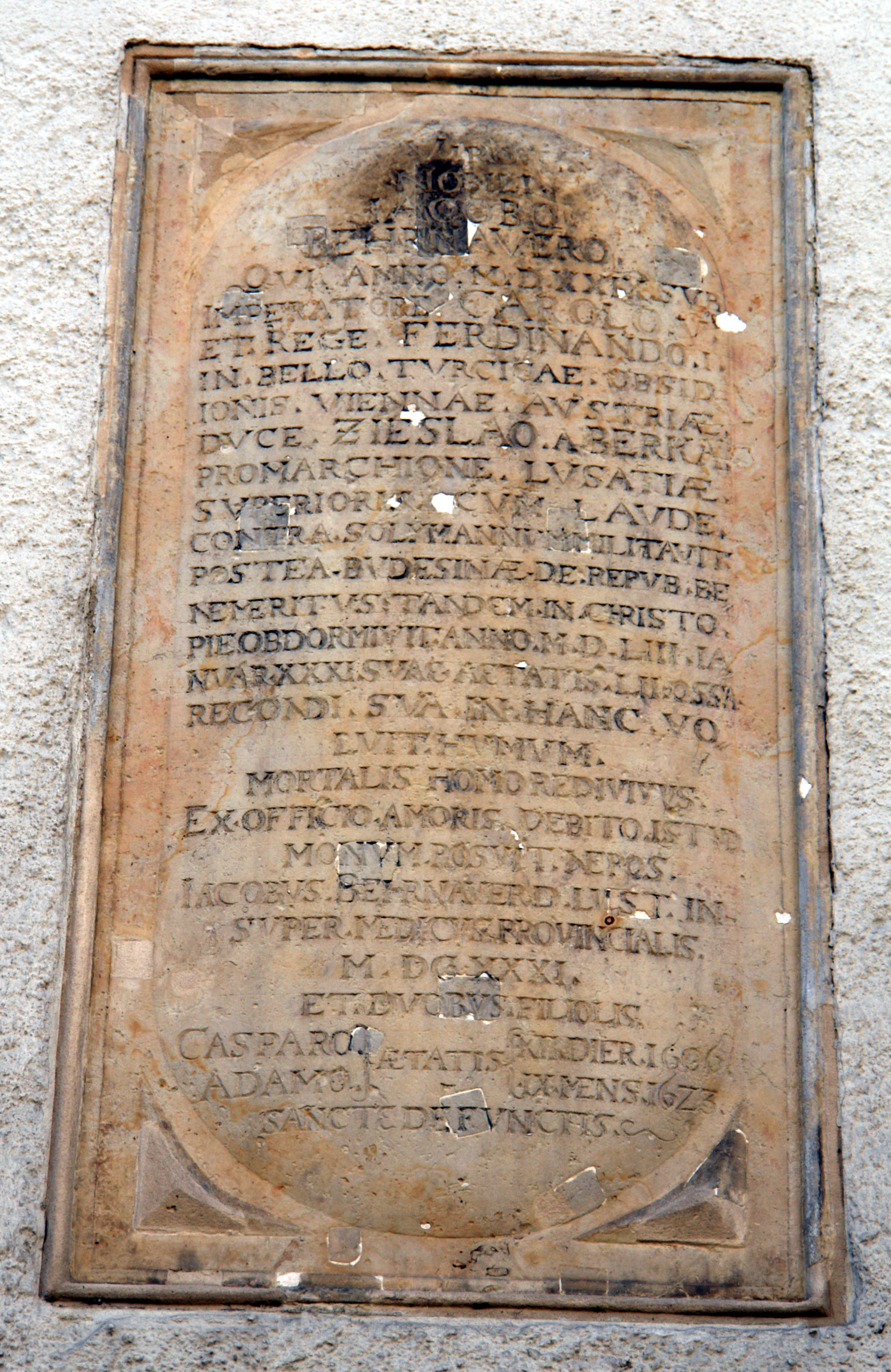
Epitaph an der Kirchenaußenwand

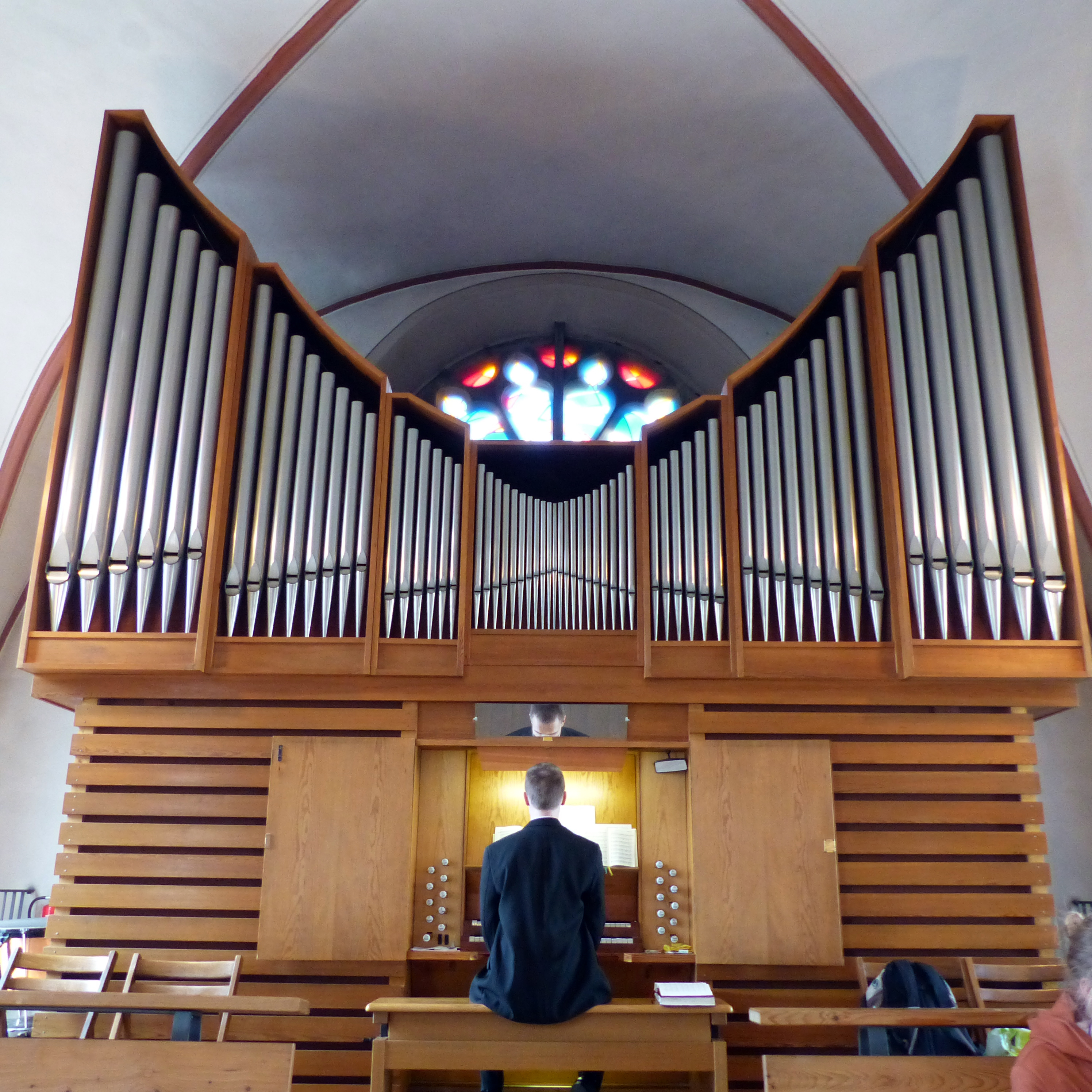
Orgel, Erbauer: Leopold Kohl, 1864

Das Kirchenschiff ist etwa 25 m lang und 8 m breit. Der Turm befindet sich an der Nordseite des Gebäudes auf Höhe des ersten Jochs von Osten. Im Turmbau befinden sich im Erdgeschoss die Sakristei und darüber der sich zum Kirchenraum öffnende Michaelischor. Im Ostchor befinden sich drei Buntglasfenster, die 1970 von Gottfried Zawatzki gestaltet wurden und das „himmlische Jerusalem“ zeigen.
Aufgrund ihrer bewegten Geschichte mit den vielen Zerstörungen hat sich das Erscheinungsbild der Kirche besonders oft gewandelt. Ihre Hauptbedeutung liegt daher eher in der Tatsache ihres sehr langen Bestehens und ihrer jahrhundertelangen zentralen Rolle für die katholischen Sorben als im Bauwerk selbst. Die Liebfrauenkirche birgt deshalb relativ wenig kunsthistorisch bedeutende Ausstattung, trotzdem sind einzelne Objekte bemerkenswert. Zu nennen ist hier besonders die kleine Kreuzigungsgruppe vom Anfang des 17. Jahrhunderts. Vor dem Eingangsportal der Kirche befindet sich ein altes Steinkreuz, das an die Predigten von Johannes Capistrano in Bautzen erinnert, der 1453 zur inneren Umkehr aufrief. Der Innenraum der Kirche wurde 1912, 1936, 1972 und zuletzt 1998 teilweise umgestaltet.

## Sonstiges
Die Liebfrauenkirche ist zu Ostern ein besonderer Anziehungspunkt für Touristen, da hier der Bautzener Zug der Osterreiter beginnt, welche dreimal um die Kirche reiten.